# Tân Thành, Tây Ninh
Tân Thành là một xã thuộc tỉnh Tây Ninh, Việt Nam.

## Địa lý
Xã Tân Thành có vị trí địa lý:
- Phía đông giáp xã Tân Hòa và tỉnh Bình Dương
- Phía tây giáp xã Suối Dây
- Phía nam giáp huyện Dương Minh Châu
- Phía bắc giáp xã Suối Ngô.

Xã Tân Thành có diện tích 144,70 km², dân số năm 2019 là 13.091 người, mật độ dân số đạt 91 người/km².

## Hành chính
Xã Tân Thành được chia thành 9 ấp: Đồng Kèn I, Đồng Kèn II, Đồng Rùm, Tà Dơ, Tân Đông, Tân Hiệp, Tân Hòa, Tân Thuận, Tân Trung.

## Lịch sử
Trước đây, Tân Thành là tên một vùng kinh tế mới thuộc huyện Dương Minh Châu.
Ngày 13 tháng 5 năm 1989, Hội đồng Bộ trưởng ban hành Quyết định 48-HĐBT. Theo đó, chuyển vùng kinh tế mới Tân Thành về huyện mới Tân Châu và thành lập xã Tân Thành thuộc huyện Tân Châu trên cơ sở vùng kinh tế mới Tân Thành.
Sau khi thành lập, xã Tân Thành có 6.580 hécta diện tích tự nhiên, dân số là 4.247 người.
Ngày 12 tháng 1 năm 2004, Chính phủ ban hành Nghị định số 21/2004/NĐ-CP. Theo đó, chuyển 7.433 ha diện tích tự nhiên và 1.104 người thuộc các ấp Tà Dơ, Đồng Kèn của xã Suối Đá, huyện Dương Minh Châu về xã Tân Thành quản lý.
Sau khi điều chỉnh địa giới hành chính, xã Tân Thành có 14.503 ha diện tích tự nhiên và 9.061 người.